# Wyoming Highway 24
Der Wyoming Highway 24 (kurz: WYO 24) ist eine 75,19 km lange State Route im US-Bundesstaat Wyoming. Sie verläuft von der Grenze zum Bundesstaat South Dakota über Hulett und vorbei am Devils Tower bis zur Kreuzung mit dem U.S. Highway 14 und ist auch als Bear Lodge Highway bekannt.

## Streckenverlauf
Der Wyoming Highway 14 beginnt an der Kreuzung mit dem U.S. Highway 14 in Carlile Junction (auch bekannt als Devils Tower Junction) und verläuft zunächst nach Norden durch die Bear Lodge Mountains. Der kurze Wyoming Highway 110 bietet Zufahrt zum Devils Tower National Monument. Nach zweifachem Überqueren des Belle Fourche Rivers und der Kreuzung mit dem Wyoming Highway 112 erreicht der WYO 14 den Ort Hulett. Hinter Hulett wendet sich der Highway nach Osten ab und verläuft durch die nordwestlichen Ausläufer der Black Hills und durch Teile des Black Hills National Forests. Kurz vor Aladdin zweigt der Wyoming Highway 111 nach Süden ab. Hinter Aladdin verläuft die Straße weiter bis zur Grenze zum Bundesstaat South Dakota und wird hinter der Grenze zum South Dakota Highway 34. Die gesamte Route verläuft im Crook County.

## Galerie

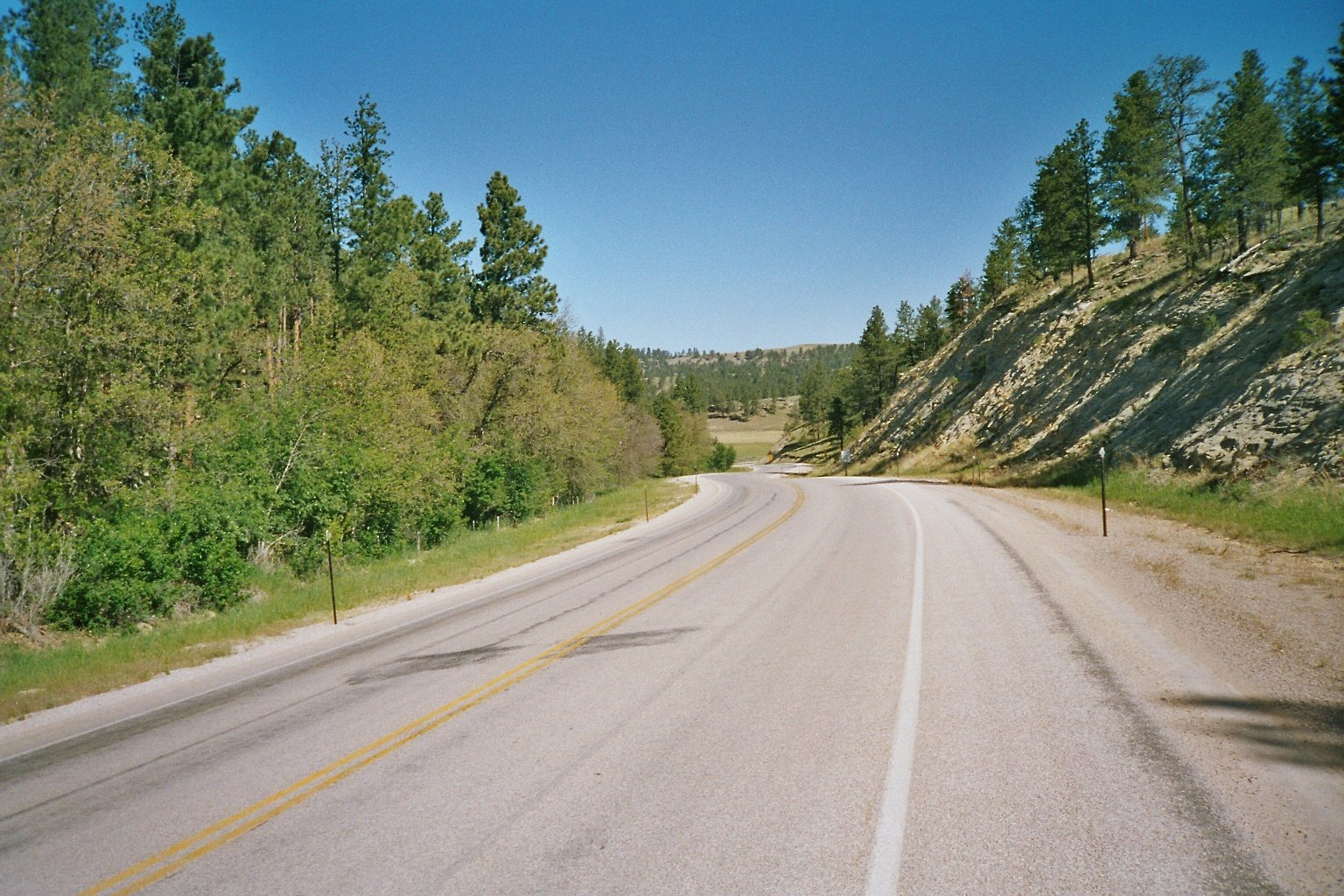
Wyoming Highway 24 zwischen Carlile Junction und Devils Tower
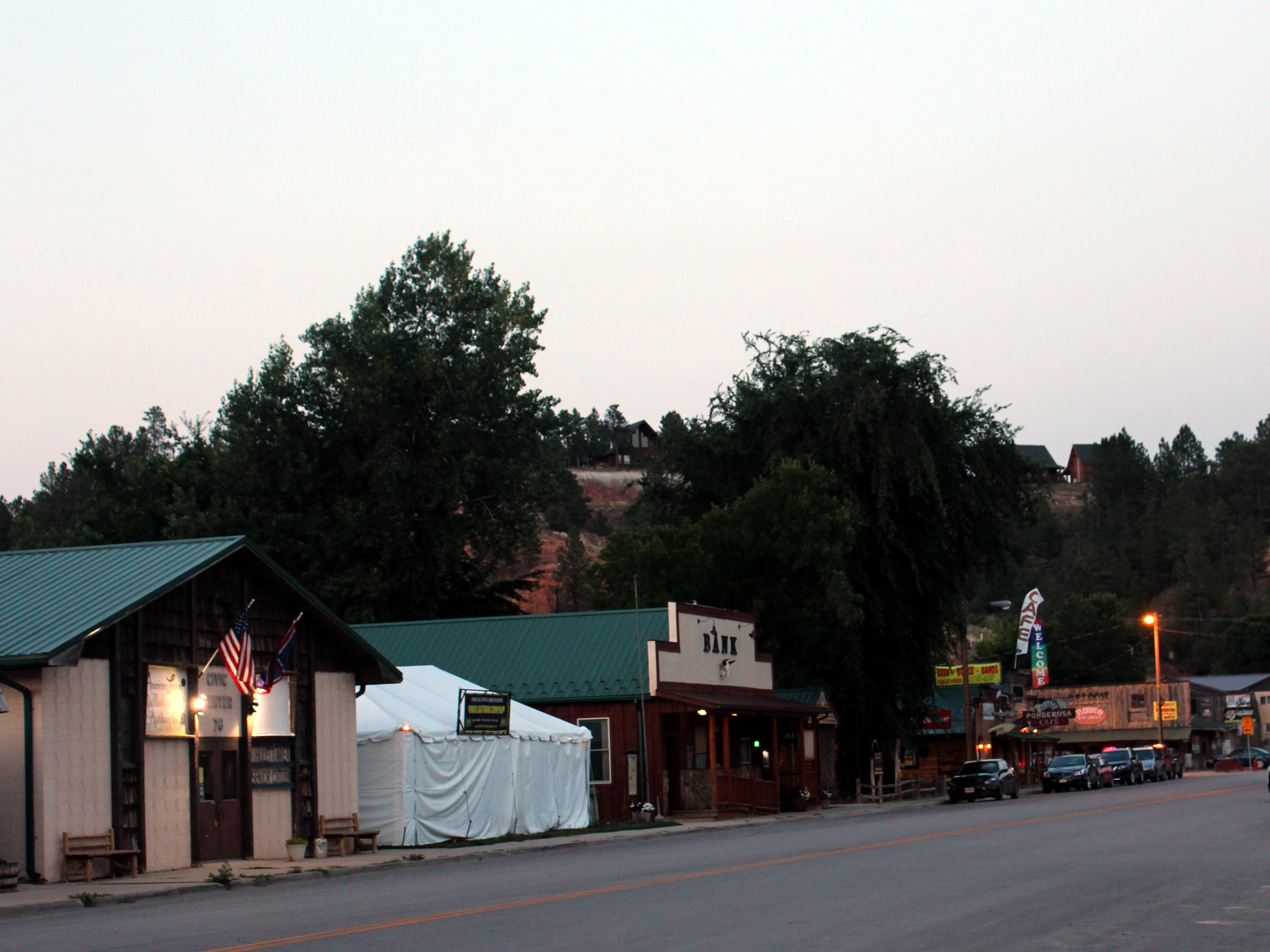
Downtown Hulett
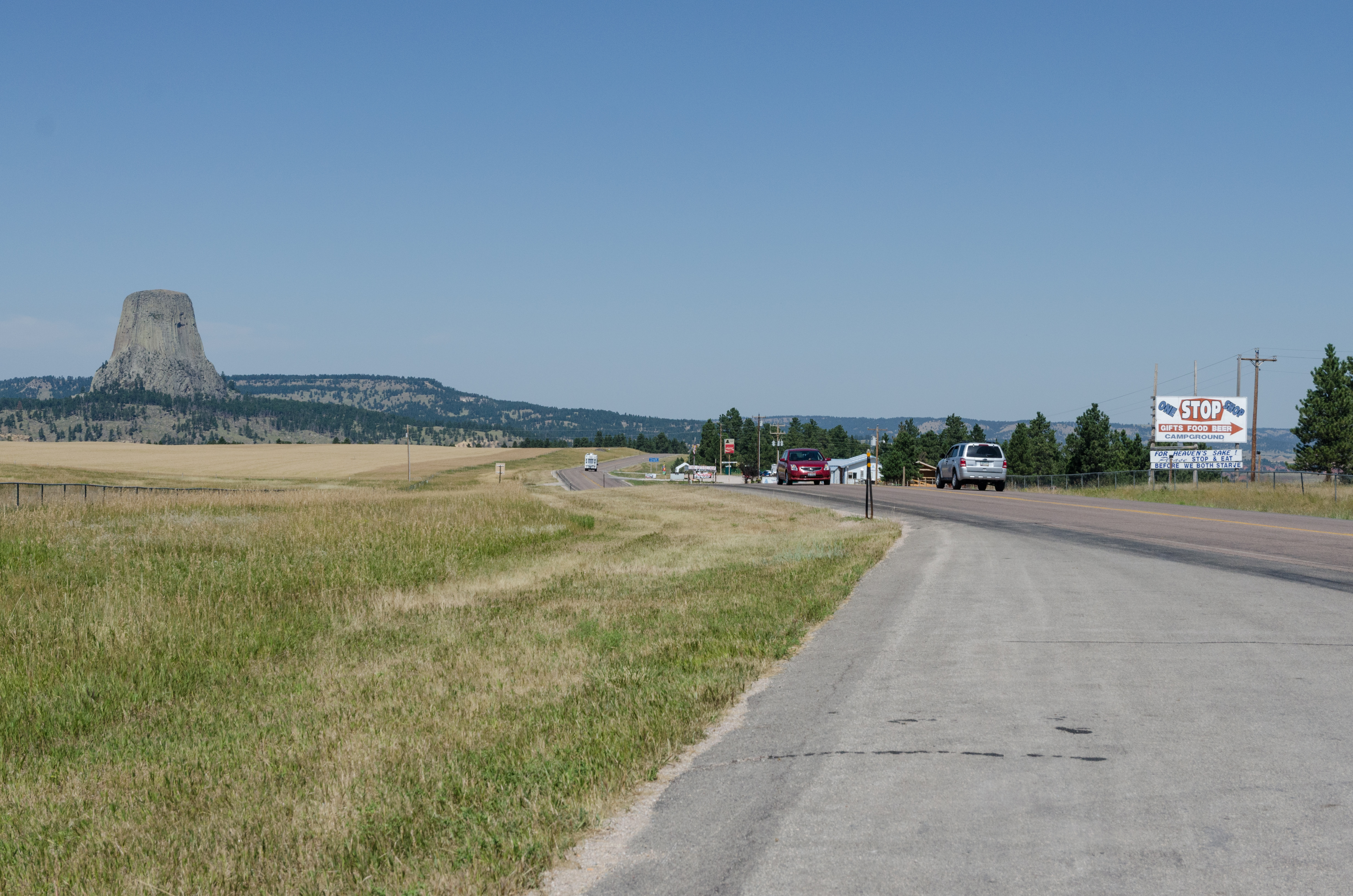
Der WYO 24 nahe dem Devils Tower
General Store in Aladdin
Die Aladdin Coal Tipple östlich von Aladdin

## Belege
1. 1 2  AARoads: Wyoming State Route Log: 1 through 99. Abgerufen am 18. September 2021 (amerikanisches Englisch).